# 富士宮信用金庫
富士宮信用金庫（ふじのみやしんようきんこ、英語：Fujinomiya Shinkin Bank）は、静岡県富士宮市に本店を置く信用金庫である。同市内を中心に19店舗を展開する。略称は「みやしん」。
ATMでは、他の信用金庫のカードによる入出金、及び、静岡銀行のカードによる出金については、いずれも自金庫扱いとなる。

## 沿革
- 1933年6月：有限責任大宮町信用組合として発足。
- 1942年7月：富士宮市の市制施行により、有限責任富士宮市信用組合に改称。
- 1943年7月：市街地信用組合法に基づき、富士宮市信用組合に改組。
- 1950年4月：中小企業等協同組合法に基づく信用組合に改組。
- 1951年10月：信用金庫法に基づき、富士宮信用金庫となる。
- 2019年11月27日：静岡県東部4信金でSDGs推進の共同宣言（他は三島信用金庫、沼津信用金庫、富士信用金庫）[2]。
- 2024年2月1日：名南M&Aと、事業承継支援やM&A仲介で業務提携（これを以て名南M&Aは静岡県内の地方銀行・信金全てと提携完了）[3]。